# Frankholz (Beek)
Frankholz, auch Im Frankholz, ist eine Hofschaft im Nordwesten der bergischen Großstadt Wuppertal am Oberlauf des Steinberger Bach.

## Lage und Beschreibung
Die Hofschaft liegt auf einer Höhe von 211 m ü. NHN an einem Stichweg der Pahlkestraße, ein Höhenweg, der früher ein regional bedeutender Kohlenweg war, im Nordwesten des Wohnquartiers Beek im Stadtbezirk Uellendahl-Katernberg. Benachbarte Ortslagen sind Frankholzhäuschen, Frankholzhöhe, der Reithof Katernberg, Häuschen, Lohrenbeck, Gut Steinberg, Eskesberg, Bergerheide, Kutenhaus, König und Am Hagen.
Neben der als Frankholz bezeichneten Hofstelle existiert ein etwa 250 Meter südlich gelegener zweiter Wohnplatz Frankholz.

## Etymologie und Geschichte
Während der Namensbestandteil Holt, Holz eindeutig einen Wald bezeichnet, ist die Deutung von Frank nicht eindeutig geklärt. Fraglich scheint die Benennung nach dem Volksstamm der Franken oder eines frühen Besitzer mit dem Namen Franco. Wahrscheinlicher ist Frankholz eine Ableitung von Wrankholz (= Streitholz, umstrittener Wald).
Eine frühe urkundliche Erwähnung von diesem Frankholz fand bereits im Jahr 1400 als Niederes Frankholz statt. Es ist unklar, ob die beiden Höfe Frankholz vor 1400 ein ungeteiltes Hofgut waren und sich ein Frankholz von dem anderen abspliss oder ob es unabhängige Wohnplätze waren, die ihren gemeinsamen Namen aus der Flurbezeichnung erhielten. Einer oder beide Höfe gehörte zu dieser Zeit zu einem Höfeverband der Abtei Werden unter dem Oberhof Kalkofen.
In der frühen Neuzeit gehörte Frankholz zum Kirchspiel Sonnborn im bergischen Amt Solingen. Der Hof ist als Franckholt auf der Topographia Ducatus Montani des Erich Philipp Ploennies aus dem Jahre 1715 verzeichnet. Auf der Topographischen Aufnahme der Rheinlande von 1824 ist der Wohnplatz als Im Frankholz verzeichnet, ebenso auf der Gemeindekarte Sonnborns von 1868. Als Frankholz I ist es im Wuppertaler Stadtplan von 1930 verzeichnet.
Die beiden Frankholz lagen in der 1867 von der Bürgermeisterei Haan abgespalteten Gemeinde Sonnborn, die 1888 unter Gebietsabtretungen an die Stadt Elberfeld in Gemeinde Vohwinkel umbenannt wurde.
Im Gemeindelexikon für die Provinz Rheinland von 1888 werden für beide Frankholz fünf Wohnhäuser mit 67 Einwohnern angegeben.
Mit der Gründung Wuppertals 1929 fanden die beiden Frankholz als Teil von Vohwinkel Aufnahme in das Stadtgebiet.